# Flesjesroestmos
Flesjesroestmos (Frullania tamarisci) is een levermossoort uit het geslacht roestmos (Frullania). Het mos komt voor op schors, steen en bodem. De langlevende pendelaar is microscopisch te determineren.

## Kenmerken
Deze soort vormt roodbruine tot koperrode, zelden groene tot zwartgroene, glanzende gazons die vaak uit het substraat steken. De vrij sterke stengels hebben twee takken. De bovenste lobben van de tweelobbige flankbladeren zijn breed ovaal en hebben meestal een spitse punt; de onderste lobben, die de vorm hebben van waterzakken, zijn ongeveer twee keer zo lang als breed en evenwijdig aan de stengel uitgelijnd. De bladcellen met matig verdikte hoeken zijn ongeveer 16 tot 20 micrometer groot. Er zijn twee tot zes ovale olielichamen per cel. De flankbladeren hebben vaak parelachtige ocelli. De onderbladen zijn rechthoekig afgerond, tweemaal zo breed als de stengel en aan de punt tweelobbig, de randen zijn omgerold.
Het mos is tweehuizig. Het gladde (zonder wratten) perianth, dat ongeveer de helft van de lange, puntige schutbladen uitsteekt, is eivormig en versmalt tot een korte buis. Perianthia en sporencapsules zijn zeldzaam.

## Ecologie in Nederland
Op de Veluwe is dit levermos nog te vinden op oude beuken in luchtvochtige bossen. Elders wordt de soort epifytisch gevonden in enkele oude verwilderde wilgengrienden, in een essenbos en op meidoorn in een duinstruweel. Begeleiders zijn onder meer gesnaveld klauwtjesmos (Hypnum cupressiforme), gewoon gaffeltandmos (Dicranum scoparium), bossig gaffeltandmos (Dicranum montanum), gewoon sikkelsterretje (Dicranoweisia cirrata), helmroestmos (Frullania dilatata) en bleek boomvorkje (Metzgeria furcata). Langs de kust groeit de soort op de grond in oude, kort-afgegraasde duinheide op noordhellingen, samen met duintrapmos (Lophozia excisa), gewoon kantmos (Lophocolea bidentata), gesnaveld klauwtjesmos en gewoon gaffeltandmos.

## Verspreiding
Flesjesroestmos heeft een circumboreale verspreiding en is min of meer beperkt tot oceanische en suboceanische gebieden. In Nederland komt het zeer zeldzaam voor. Het staat op de Nederlandse Rode Lijst in de categorie 'bedreigd'.

## Fotogalerij

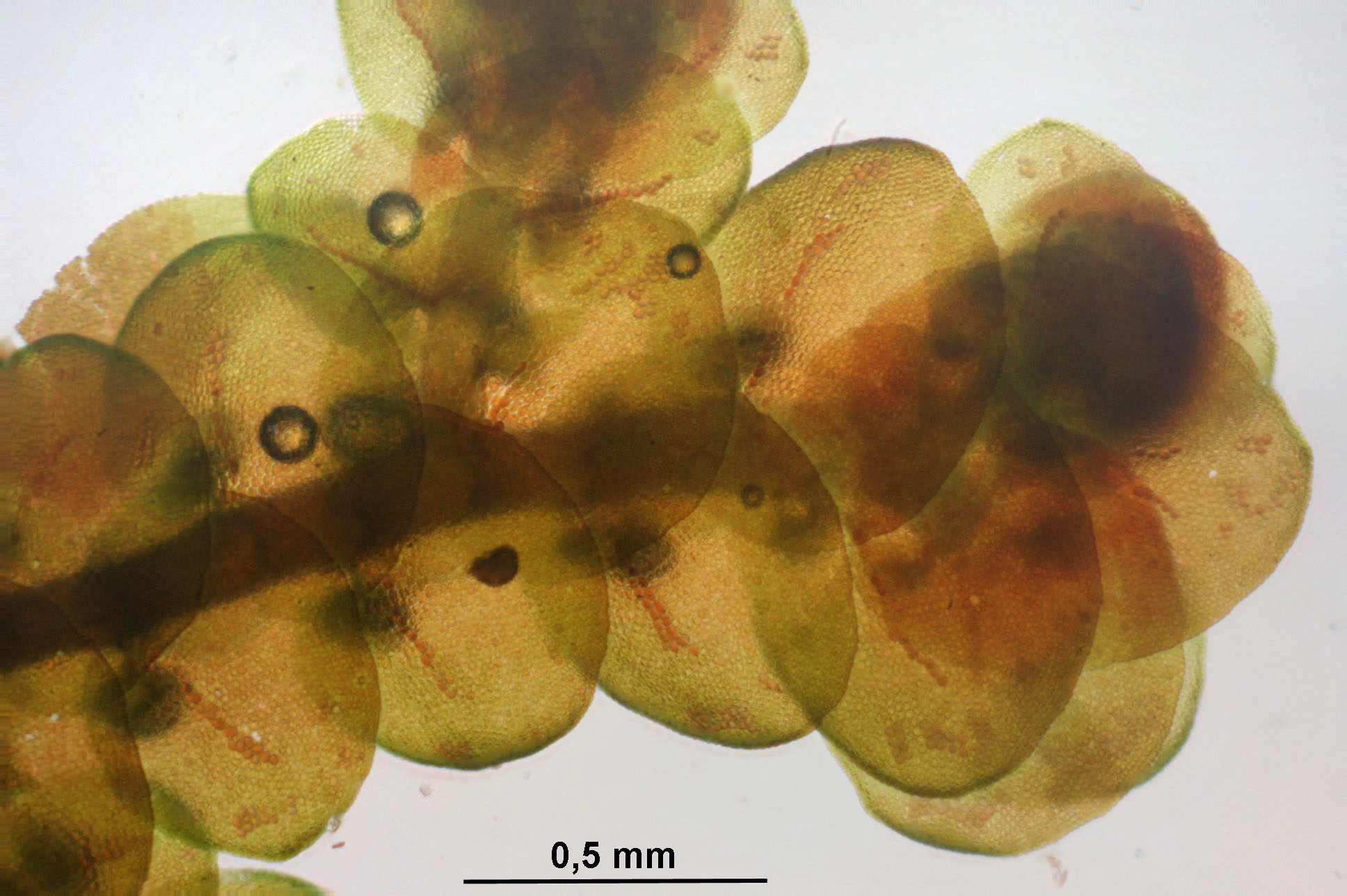
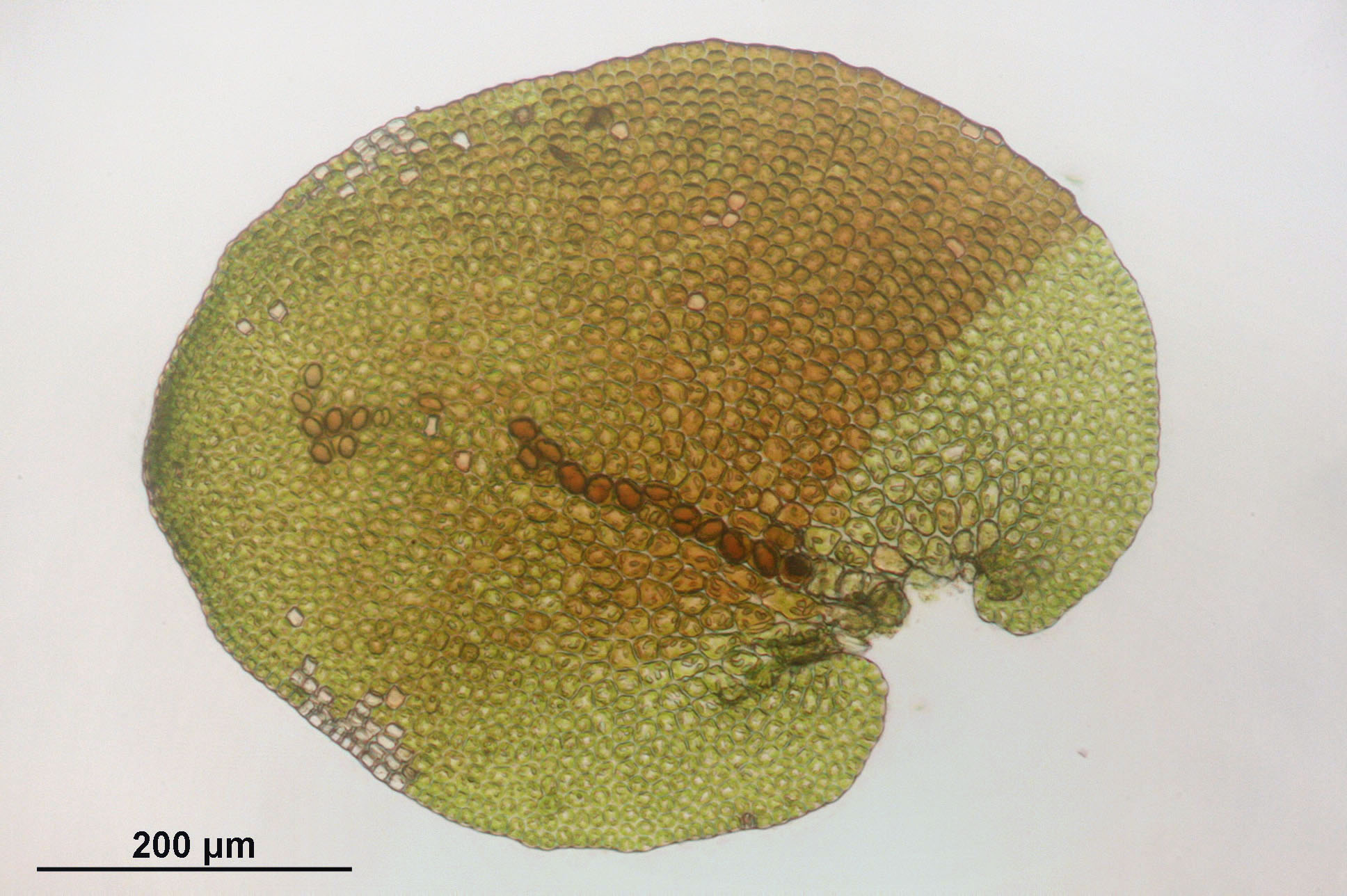
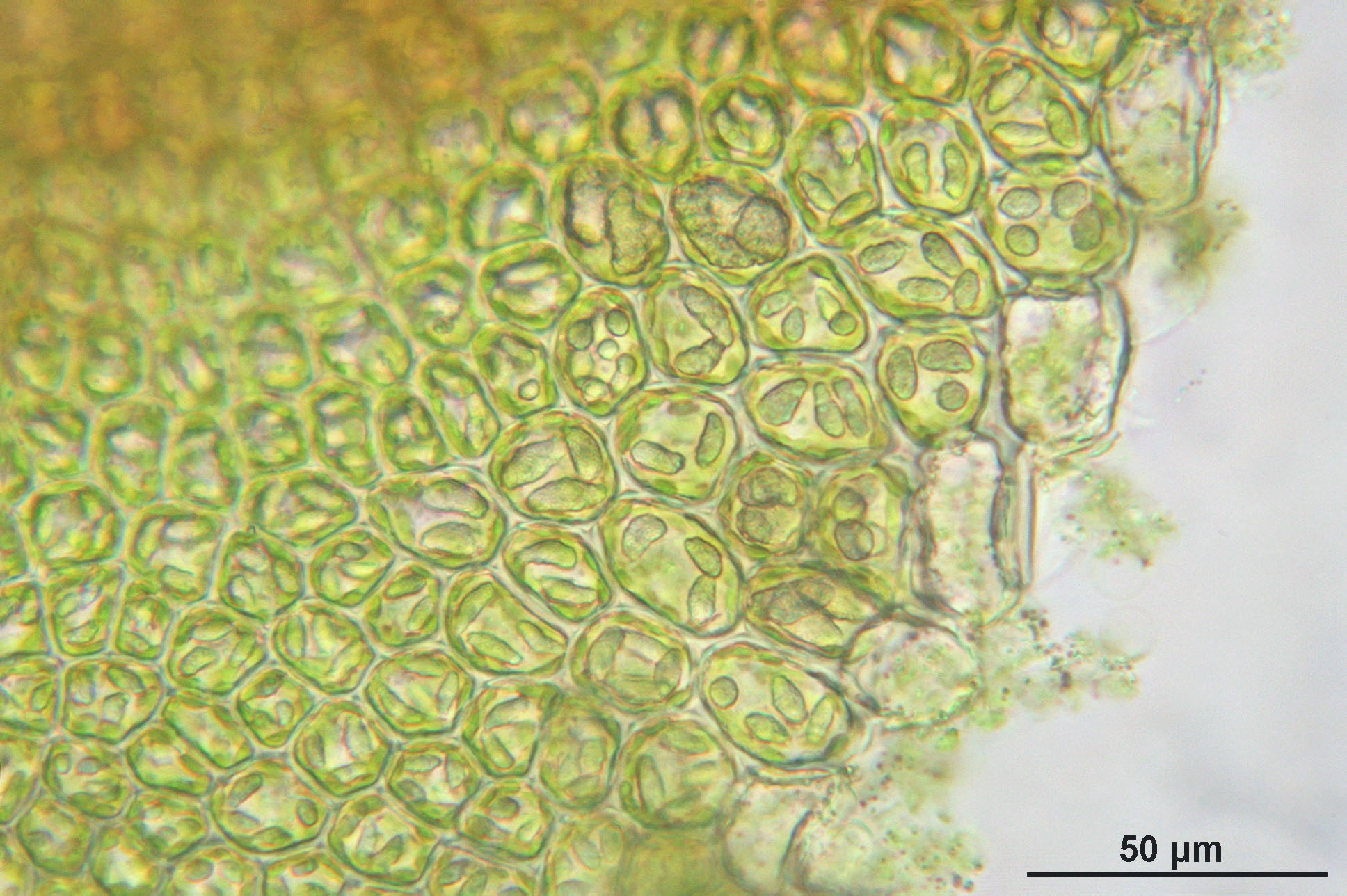
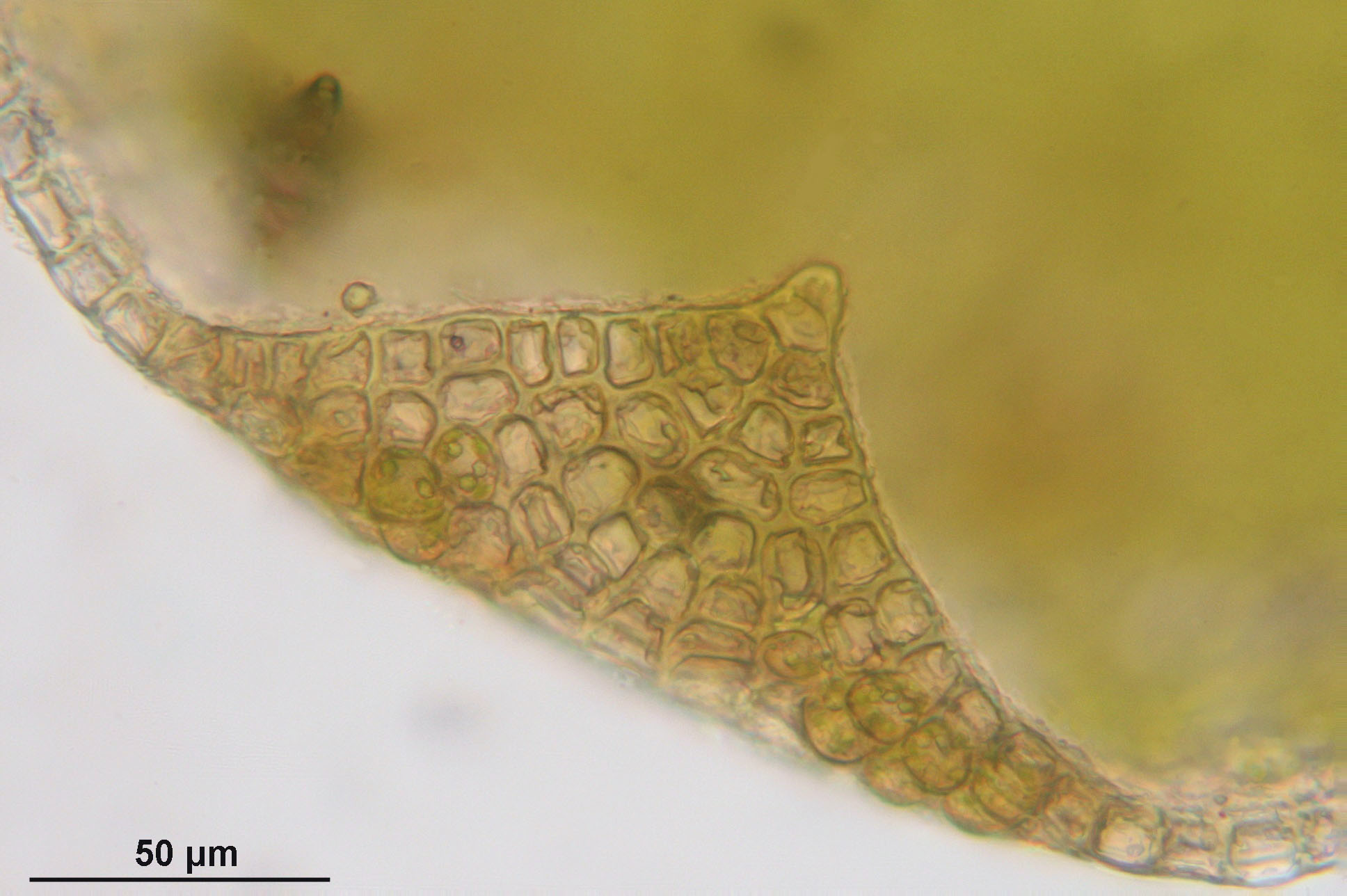